# ستريت فايتر 2
ستريت فايتر II : ذا ورلد واريور (بالإنجليزية:Street Fighter II: The World Warrior (باليابانية:ストリートファイターⅡ)، وتعني حرب الشوارع II : محاربو العالم، هي لعبة إلكترونية من نمط المبارزة والقتال، أنتجت سنة 1991 م من قبل شركة كابكوم.
تتكون اللعبة من الشخصيات المتنوعة المحدودة في العالم ومنها : ريو (اليابان)، كين (الولايات المتحدة)، زانجييف (الإتحاد السوفيتي) وغيرهم.
كما تعد هذه اللعبة هي الأقوى انتشارا في بلدان العالم في فترة أوائل التسعينيات.

## شخصيات
جميع هذه الشخصيات متوفرة في اللعبة الأصلية للجزء الثاني وهم :
- ريو محارب من اليابان، يتيم الأبوين ويتميز أنه يجيد فنون الكاراتيه
- دلهاسيم، رياضي من اليوغا يتميز بأنه يضرب الخصوم بأرجل وأيد طويلة، وهو من الهند.
- إدموند هوندا الياباني، مصارع السومو الشهير.
- بلانكا، وحش ماصخ يعيش في الغابة ويضرب الخسوم بالصدمة الكهربائية، ويعيش في البرازيل.
- غايل، عسكري أمريكي سابق للقوات الجوية، يعاني من المرض.
- السيد بايسون، قاتل شارلي، وزعيم الأشرار في اللعبة ويعيش في تايلند ولديه تعاضدية الشادولو للمخذرات و أسلحة.
- كين، مقاتل أمريكي تدرب على يد صديقه ريو للعبة الكاراتيه.
- شون لي، محاربة صينية كانت تعمل لدى الشرطة في جمهورية الصين الشعبية.
- زانجييف، مصارع روسي مشهور، ويعيش في الاتحاد السوفيتي.

## الخصوم
لا يمكن لأي لاعب أن يختار هؤلاء الشخصيات في الجزء الثاني من اللعبة أبداَ، وهم :
- بالروغ (يسمى في النسخة اليابانية بايسن) وهو ملاكم أمريكي يعيش في مدينة لاس فينتاس الشهيرة.
- فيغا، محارب أسباني يتميز بظهوره آلة حادة لذراعه.
- ساغات، محارب تايلندي يمارس اللعبة القتالية التايلندية الشهيرة مواي.

## نسخ مقلدة
قامت شركة مجهولة في الولايات المتحدة، بنسخ ولصق اللعبة على نظام نينتندو إنترتينمنت سيستم بطريقة غير قانونية، وقد أنتشرت هذه اللعبة سريعاً في جميع بلدان العالم.

## وصلات خارجية
- ستريت فايتر 2 على موقع القائمة القاتلة لألعاب الفيديو